# Camp David II
In Camp David, dem Sommersitz der US-Präsidenten, fanden im Jahre 2000 Gespräche zwischen Präsident Bill Clinton, dem Präsidenten der Palästinensischen Autonomiebehörde Jassir Arafat und dem israelischen Ministerpräsidenten Ehud Barak über den Nahostkonflikt statt. Dieses Treffen wird als Camp David II bezeichnet.
Camp David I bezeichnet die positiven Schritte, die 1979 zwischen Jimmy Carter, Anwar as-Sadat und Menachem Begin stattfanden. Camp David II sollte auf der Basis des Oslo-Abkommens von 1993 (zwischen Jitzchak Rabin und Jassir Arafat) zu einer weitreichenden Entschärfung des Nahostkonfliktes führen.
Präsident Clinton, Ehud Barak und Jassir Arafat fanden sich am 5. Juli 2000 in Camp David ein, um die Bemühungen um den Oslo-Friedensprozess weiterführen zu können. Am 11. Juli trat der Gipfel zusammen und wurde am 25. Juli ohne greifbares Ergebnis abgebrochen. Es wurde eine trilaterale Erklärung veröffentlicht, die die Übereinstimmungen enthielt, welche zukünftige Verhandlungen leiten sollte.

## Ausgangssituation
Das Westjordanland (West Bank) und der Gazastreifen, die 1967 im Sechstagekrieg von Israel erobert wurden, machen etwa 22 % des bis 1948 britischen Mandatgebietes Palästina aus beziehungsweise ein Drittel der fruchtbaren Gebiete. Im Oslo-Abkommen hatte Israel bereits die PLO sowie die legitimen Rechte der Palästinenser anerkannt, die Palästinenser hatten auf einen Anspruch auf das israelische Kernland verzichtet und die Grüne Linie, die Waffenstillstandslinie von 1949, akzeptiert. Das Abkommen wurde eine Woche nach dem Beschluss von der israelischen Knesset ratifiziert. Eine Ratifizierung durch die PLO ist bis zum heutigen Tag nicht erfolgt.
Israel verlangt mit Berufung auf Resolution 242 des UN-Sicherheitsrates „sichere und verteidigbare“ Grenzen als Grundprinzip für Friedensverhandlungen. Diese Grenzen würden von der Grünen Linie abweichen. Seit 1967 sind zudem im Westjordanland und in geringerem Maßstab auch im Gazastreifen jüdische Siedlungen angelegt worden, die sowohl aus militär-strategischen Gründen als auch aus religiösen Gründen gebaut wurden. Außerdem sollte es der Entlastung des dicht besiedelten Kernlandes dienen. Israel hat seit Jahrzehnten ein erhebliches Bevölkerungswachstum; die Fertilitätsrate betrug 2,67 im Jahr 2010.

## Der Gipfel
Inhalt des gemeinsamen Statement des US-Präsidenten Bill Clinton, des israelischen Premierministers Ehud Barak und des Vorsitzenden der Palästinensischen Autonomiebehörde Jassir Arafat vom 25. Juli 2000 war in Kürze folgendes:
Zwischen dem 11. und dem 24. Juli trafen sich unter der Schirmherrschaft von Präsident Clinton Premierminister Barak und Vorsitzender Arafat in Camp David mit dem Ziel, ein Abkommen über eine permanente Lösung für den Status der palästinensischen Gebiete und der palästinensisch-israelischen Beziehungen zu treffen. Obwohl es ihnen nicht möglich war, die Differenzen zu überbrücken und zu einem Konsens zu gelangen, waren ihre Verhandlungen in der Geschichte des israelisch-palästinensischen Konfliktes in Hinblick auf ihre Reichweite wie auch Detailliertheit ohne Beispiel. Aufbauend auf dem Fortschritt, der in Camp David erreicht wurde, stimmen die beiden Führer in folgenden Prinzipien überein, die die Verhandlungen fürderhin leiten sollen:
1. Beide Seiten stimmten darin überein, dass das Ziel ihrer Verhandlungen ist, den jahrzehntelangen Konflikt zu beenden und einen gerechten und dauerhaften Frieden zu erreichen.
2. Beide Seiten verpflichten sich, ihre Bemühungen um ein Abkommen baldmöglichst fortzuführen.
3. Beide Seiten stimmen darin überein, dass die Resolutionen des UN-Sicherheitsrats 242 und 338 der einzige Weg sind, zu solch einem Übereinkommen zu gelangen. Sie verpflichten sich weiterhin, für weitere Verhandlungen ein Klima zu schaffen, das frei von Druck, Einschüchterung und Gewaltandrohung ist.
4. Beide Seiten können nachvollziehen, wie wichtig es ist, unilaterale Aktionen zu vermeiden, die das Ergebnis von Verhandlungen präjudizieren und dass ihre Differenzen nur durch gemeinsame Verhandlungen beigelegt werden können.
5. Beide Seiten stimmen darin überein, dass die USA ein notwendiger Partner auf der Suche nach Frieden ist und sie werden weiterhin eng mit Präsident Bill Clinton und Außenministerin Albright zusammenarbeiten."

## Das Scheitern
Beide Seiten beschuldigten sich gegenseitig für das Scheitern: Die Palästinenser behaupteten, ihnen sei nicht genug angeboten worden, und die Israelis behaupteten, sie könnten nicht mehr anbieten. Zum Abschluss des Gipfels wurde vereinbart, in Taba (Ägypten) weiter zu verhandeln. Diese Verhandlungen fanden vom 21. bis zum 27. Januar 2001 statt, die beiden Parteien verblieben jedoch auch dort ohne Einigung.
Folgende Fragen blieben in Camp David und danach offen
- der künftige Status (Ost-)Jerusalems
- das Schicksal der jüdischen Siedlungen in der West Bank
- das Rückkehrrecht der Palästinaflüchtlinge
- Verteilung und Nutzung der knappen Wasservorräte an Jordan und Jarmuk
- die genaue Grenzziehung zwischen Israel und dem palästinensischen Territorium,
- Einleitung vertrauensbildender Maßnahmen und damit zusammenhängend
- die gegenseitige Gewährleistung von Sicherheit

### Gebiet
Der letzte Vorschlag Baraks sah 10 % der seit 1967 von Israel kontrollierten West Bank als zukünftiges israelisches Staatsgebiet vor (hauptsächlich Siedlungsblöcke mit 69 Siedlungen, in denen 85 % der israelischen Siedler leben). Dies sollte im Austausch mit einem Gebiet des Negev geschehen. Die übrigen 90 % der West Bank hätten zur Schaffung eines palästinensischen Staates zur Verfügung gestanden. Die Palästinenser erklärten, dass die Annahme dieses Vorschlags die Reduzierung des zukünftigen Staates Palästina auf ein „Homeland“ bedeutet hätte: Zerstreute Gebiete, die durch israelische Schnellstraßen, Sicherheits-Checkpoints und israelische Siedlungen getrennt würden. Zusätzlich wären, nach dem Vorschlag Israels, die Wasserressourcen und die Sicherung der Außengrenzen (vor allem an der Jordangrenze) sowie Zoll des palästinensischen Staates für 20 Jahre unter israelischer Kontrolle geblieben. Dies hätte nach Ansicht der Palästinenser jedoch weitere 10 % der strittigen Gebiete bedeutet. Die Israelis erachteten dies jedoch für die Sicherheit Israels als notwendig.
Die Palästinenser argumentierten, durch die Siedlungen würden die Entfernungen zwischen palästinensischen Ortschaften teilweise auf das Zehnfache wachsen. Exterritoriale Straßen, die von den Palästinensern nicht benutzt werden dürften, würden das Gebiet zusätzlich zerschneiden. Da das Gebiet auf allen Seiten von Israel beziehungsweise unter israelischer Kontrolle stehenden Gebieten eingeschlossen bliebe, wäre es nicht einmal möglich, das Gebiet zu Land zu verlassen, ohne dass Israel Grenzübertritte kontrollieren könnte. Außerdem nehme der Vorschlag den Palästinensern jegliche Landreserven, die möglicherweise für rückkehrwillige Flüchtlinge genutzt werden könnten.

### Jerusalem und der Tempelberg
Eine sehr kontroverse Diskussion entstand um den endgültigen Status von Jerusalem. Obwohl ihnen ein Großteil Ost-Jerusalems angeboten wurde, wiesen die Palästinenser die Verwaltung über den Tempelberg zurück, weil sie nicht die volle Souveränität in Ost-Jerusalem bedeutet hätte. Dies hätte für Israel jedoch nicht nur einen Verlust der prestigeträchtigen Ost-Stadt, sondern auch der westliche Mauer/HaKotel bedeutet, des bedeutendsten Heiligtums der Juden (siehe auch Jerusalem#Heilige Stadt für Juden, Christen und Muslime).

### Rückkehrrecht der Flüchtlinge
Siehe auch: Vertreibung von Juden aus arabischen und islamischen Ländern und Palästinensisches Flüchtlingsproblem
Die Palästinenser behaupteten, es sei keine adäquate Lösung für das palästinensische Flüchtlingsproblem gefunden worden. Obwohl sie akzeptierten, dass nicht alle Flüchtlinge zurückkehren können würden, argumentierten sie, dass ein sinnvoller Friedensvertrag auf die Zukunft dieser Menschen Rücksicht nehmen müsse. Im Besonderen forderten sie ein Rückkehrrecht und das Eingeständnis der Israelis, dass sie eine Mitschuld für die Entstehung des Flüchtlingsproblems tragen. Israel verwies darauf, dass ein Großteil der palästinensischen Flüchtlinge durch arabisch motivierte Kriege vertrieben worden sei und die betreffenden Angreifer nie ausreichend zur Entschädigung und Beherbergung der Flüchtlinge beigetragen hätten. Gleichzeitig verwies Israel auf die parallel entstandene Flüchtlings- und Einwanderungssituation im eigenen Land wie etwa auf das Schicksal von ca. 850.000 orientalischen Juden, die aus ihren arabischen Heimatländern seit 1948 ohne jede Entschädigung vertrieben wurden und die – selbst wenn sie wollten – nicht zurückkehren könnten.

## Folgen
Aufgrund des Scheiterns der Verhandlungen und des Ausbruchs der Zweiten Intifada am 28. September 2000 wurde Ehud Barak als israelischer Ministerpräsident am 7. März 2001 von Ariel Scharon abgelöst. Die Enttäuschung über das Scheitern bewirkte einen Rechtsruck der israelischen Politik, die nun eine harte Linie gegenüber den Palästinensern befürwortete. Auf die verlustreichen Terroranschläge der zweiten Intifada im israelischen Kernland antwortete die Regierung Scharon Anfang 2003 mit militärischen Maßnahmen im Westjordanland und dem Bau der umstrittenen Sperranlage zwischen Israel (und wichtigen Siedlungsgebieten) einerseits und dem palästinensischen Gebiet andererseits. Jassir Arafat wurde in seinem Hauptquartier in Ramallah isoliert.
Clintons Nachfolger, George W. Bush (US-Präsident von 2001 bis 2009), lehnte ein Treffen mit Jassir Arafat ab und forderte dessen Entfernung aus dem Amt des Ministerpräsidenten; dieser Aufforderung kam die PLO mit demokratischen Wahlen und der Ernennung von Mahmud Abbas zum Ministerpräsidenten nach. Die „Roadmap“ sah nun einen demokratischen palästinensischen Staat bis zum Jahr 2005 vor, ist aber bis heute noch nicht verwirklicht, da sich beide Seiten gegenseitig vorwerfen, die Vorbedingungen nicht zu erfüllen.

## Kritik
Barak machte Arafat Vorschläge, die häufig als „Barak’s Generous Offers“, „Baraks großzügige Angebote“, bezeichnet wurden. Wie viel Prozent damit tatsächlich zurückgegeben worden wären, ist umstritten. Während von israelischer Seite davon gesprochen wird, dass 97 % der besetzten Gebiete an die Palästinenser zurückgegeben worden wären (Israel sei mit 88 % in die Verhandlungen gestartet und habe dieses Angebot im Verlauf von 92 % auf 97 % erhöht), sprechen andere Quellen von nur 80 %. Der amerikanische Chefunterhändler der Friedensgespräche Dennis Ross bezeichnet das letztere als Mythos sowie Missinterpretation der tatsächlichen Zugeständnisse Israels in dem Artikel „Don’t Play With Maps“ (Trickse nicht mit Karten) in der New York Times. Die von ihm beauftragten Karten, welche Grundlage der Gespräche waren, beinhalteten einen palästinensischen Staat in 100 % des Gazastreifens und 97 % des Westjordanlandes.
Die israelische Friedensbewegung Gush Shalom, welche die 80-%-Theorie vertritt, lehnte die Bezeichnung „großzügige Angebote“ als Euphemismus ab, da das Angebot nicht so großzügig sei und diese Bezeichnung daher nur zur „Rechtfertigung weiterer Aggressionen gegen die Palästinenser diene“. Da in dem unter israelischer Kontrolle bleibenden Gebiet einige Siedlungen radikaler Anhänger eines Großisraels lägen, wurde es als unwahrscheinlich gesehen, dass Israel diese Kontrolle je wieder aufgeben würde. Der israelische Abzug aus der Sinai-Halbinsel 1982 und dem Gazastreifen im Jahr 2005 zeigte jedoch nachträglich, dass Israel durchaus bereit war, Gebiete auch gegen heftige Widerstände von Seiten der Siedler zu räumen.
Laut den Memoiren von Sari Nusseibeh war die Tempelbergfrage der entscheidende Punkt. Clinton soll schließlich vorgeschlagen haben, die Hoheit über den Tempelberg horizontal zu teilen: Oben die Palästinenser und unten (Klagemauer und diverse Höhlen) Israel. Mosche Amiraw vom Likud berichtet, dass das Arafat mit der Frage an Clinton, ob er den Bereich unter den Straßen Washingtons einem andern Staat überlassen würde, entrüstet abgelehnt habe.
Viele Stimmen kritisierten den Palästinenserchef scharf für seine ablehnende Haltung in den Verhandlungen und seinen Verzicht auf ein Gegenangebot. So warf Bill Clinton Arafat vor, die Schuld am Scheitern der Gespräche zu tragen: „You have been here fourteen days and said no to everything.“ Der saudische Botschafter zu den USA Bandar ibn Sultan stellte in einem Interview mit der New York Times missbilligend fest:

“Since 1948, every time we’ve had something on the table we say no. When we say yes, it’s not on the table any more. Then we have to deal with something less. Isn’t it about time we say yes?…If we lose this opportunity, it’s not going to be a tragedy, it is going to be crime.”

„Seit 1948 haben wir (arabische Staaten) jeden Vorschlag auf dem Verhandlungstisch abgelehnt. Sobald wir einverstanden sind, ist es schon zu spät. Dann müssen wir uns mit weniger abfinden. Ist nicht endlich die Zeit gekommen ja zu sagen? Wenn wir diese Chance verlieren, wird es keine Tragödie sein, sondern ein Verbrechen.“